# سعیدپور، قاضی‌پور
سعیدپور، قاضی‌پور (به انگلیسی: Saidpur) یک منطقهٔ مسکونی در هند است که در Ghazipur district واقع شده‌است.

## خصوصیات
سعیدپور  ۲۱٬۵۵۹ نفر جمعیت دارد و ۷۰ متر بالاتر از سطح دریا واقع شده‌است.